# Beau-papa
Singles de Vianney
N'attendons pas
(2020)
Clip vidéo
[vidéo] « Beau-papa », sur YouTube
Beau-papa est une chanson du chanteur français Vianney parue sur son troisième album N'attendons pas. Elle est sortie le 21 août 2020 en tant que deuxième single de l'album sous le label Tôt ou tard. Écrite et composée par Vianney, la chanson est dédiée à la belle-fille du chanteur. Vianney fait la version acoustique et sort le 11 février 2021,.

## Clip vidéo
Le clip vidéo de Beau-papa, réalisé par Valentin Vignet, est sorti le 23 octobre 2020 sur YouTube. Enregistré à proximité de l'île de Noirmoutier, le clip présente Vianney sur une barque dans laquelle il fait face à sa belle-fille.

## Accueil commercial
Beau-papa se classe lors de sa première semaine à la 8e place du classement SNEP des ventes françaises et la 157e place du classement général du SNEP. La chanson atteint la 26e place du classement général le 7 novembre 2020 lors de sa neuvième semaine. Elle atteint en outre la première place du classement radio du SNEP.
En Belgique, la chanson se classe à la 50e place de l'Ultratop 50 francophone lors de sa première semaine
En Suisse, le titre a atteint la 4e place du classement romand. Il ne s'est pas classé pas dans le Schweizer Hitparade.

## Liste de titres
| 1. | Beau-papa              | Vianney | 3:19 |
| 2. | Beau-papa (acoustique) | Vianney | 3:21 |

## Classements
| Classement (2020–21)                    | Meilleure position |
| --------------------------------------- | ------------------ |
| Belgique (Wallonie Ultratop 50 Singles) | 3                  |
| Belgique (Wallonie Ultratop 50 Airplay) | 2                  |
| France (SNEP)                           | 26                 |
| France (SNEP Radio)                     | 1                  |
| France (SNEP Ventes)                    | 3                  |
| Suisse (Charts Romandie)                | 4                  |

| Classement (2020)            | Position |
| ---------------------------- | -------- |
| Belgique (Wallonie Ultratop) | 99       |

## Historique de sortie
| Pays/Région | Date         | Format                    | Label       | Réf.  |
| ----------- | ------------ | ------------------------- | ----------- | ----- |
| Divers      | 21 août 2020 | Téléchargement, streaming | Tôt ou tard | [ 1 ] |